# José Félix de Azevedo e Sá
José Félix de Azevedo e Sá (Fortaleza, 25 de março de 1781 — Caucaia, 7 de novembro de 1827) foi militar e político brasileiro. Foi presidente da província do Ceará por duas vezes, de 18 de outubro a 17 de dezembro de 1824 e de 13 de janeiro de 1825 a 4 de fevereiro de 1826.

## Biografia
Era filho do agricultor e major ajudante Manuel de Azevedo e Sá e de Teresa Maria de Azevedo e Sá, ambos naturais de Pernambuco e residentes em Caucaia, então chamada Soure.
Na administração de Luís Barba Alardo de Menezes, onze piratas franceses vieram à terra no Pecém, e o sargento-mor José Félix capturou-os e apresentou-os ao governador, que, considerando a feita de muito valor, quis fazê-lo exibir-se na corte, mandando-o escoltar os presos até o Rio de Janeiro. O imperador então promoveu-o a tenente-coronel graduado do regimento de infantaria de 2ª linha das marinhas do Ceará e Jaguaribe, com soldo, e agraciou-lhe com o hábito de Cristo. Tais concessões imperiais eleveram-no na estima de seus concidadãos que, nas eleições, seguintes, elegeram-no conselheiro do governo, cargo que hoje corresponde ao de vice-governador.
Em 1824, proclamada a República do Equador, e e aclamado presidente Tristão Gonçalves de Alencar Araripe, José Félix assumiu a presidência na província quando este foi combater os imperialistas em Aracati. Todavia, com a chegada da esquadra de Thomas Cochrane a Fortaleza, José Félix, de acordo com ele, fez a contra-revolução, buscando salvar a si mesmo e a seus colegas republicanos e, por proclamação de Cochrane, foi nomeado presidente interino em 30 de outubro.
Nomeado Pedro José da Costa Barros para presidente do Ceará, José Félix passou-lhe as rédeas do governo em 17 de dezembro, mas a com a remoção do primeiro para o Maranhão, voltou a assumir em 13 de dezembro, já com o título efetivo.
O governo imperial não aprovou a anistia dada por Cochrane aos republicanos cearenses e criou, por decreto de 5 de outubro de 1824, uma comissão militar para julgá-los sumariamente. Seu presidente era o tenente-coronel do corpo de engenheiros Conrado Jacó de Niemeyer. O padre Gonçalo Mororó, Azevedo Bolão, Pereira Ibiapina e Silva Carapinima foram condenado ao bacamarte. O próprio José Félix era considerado suspeito e malvisto e, para demonstrar sua lealdade ao império, entregou-se totalmente à comissão, passando inclusive a cooperar com ela na captura de suspeitos.
Após um ano de governo atribulado ainda por uma seca, atendendo às suas súplicas, foi exonerado do cargo de presidente da província, sendo nomeado como seu sucessor o coronel Antônio de Sales Nunes Belford.
O imperador agraciou-lhe com a comenda da Cristo e promoveu-o, por decreto de 2 de julho de 1825, a coronel de seu mesmo regimento. José Félix faleceu dois anos depois, aos 46 anos, em seu sítio, hoje no município de Caucaia. De seu casamento com Ana Caetana de Azevedo e Sá, teve nove filhos, cujo primogênito era o coronel ex-deputado provincial Manuel Félix de Azevedo e Sá.